# Selim Lemström
Karl Selim Lemström, född 17 november 1838 i Ingå socken, död 2 november 1904 i Helsingfors, var en finländsk fysiker.
Lemström är mest känd för sin forskning inom geofysik, framför allt gällande norrsken.

## Utbildning och akademisk karriär
Lemström blev student vid Kejserliga Alexanders Universitetet i Finland 1857 och studerade naturvetenskap, särskilt fysik. Han blev filosofie kandidat 1862. Efter att ha genomfört en studieresa till Stockholm och arbetat hos den kände fysikern Erik Edlund blev han 1869 docent i fysik vid Universitetet i Helsingfors med avhandlingen Om volta-induktionsströmmarnes intensitetsförlopp. 1874 blev han filosofie doktor. Från 1872 skötte han professuren i fysik och åren 1878-1903 var han ordinarie professor i fysik vid Helsingfors universitet. Lemström lade mycket energi på att förbättra fysikundervisningen.

## Forskning
Lemström studerade framför allt jordmagnetism (och publicerade bland annat Om orsakerna till jordens magnetiska tillstånd 1877; det var hans professorsspecimen) och luftelektricitet. Han tog fram en teori för norrskenet som väckte internationell uppmärksamhet. Även hans studier över nattfrosten och sätt att förebygga frostskador.
Lemström genomförde 1870-1871 en resa i Finland till ett tjugotal meteorologiska stationer och utförde där kontrollmätningar.
Han skrev en mängd vetenskapliga publikationer som publicerades dels på svenska, dels i fransk och tysk översättning. 

### Norrsken
Lemströms deltog som fysiker i A.E. Nordenskiölds Svenska Spetsbergenexpeditionen 1868. Efter dess ägnade han sin forskning framför allt åt polarsken och besläktade fenomen.
Genom teoretiska betraktelser fick Lemström idén att konstruera en apparat för experimental framställning av polarsken. Denna apparat tillverkades på bekostnad av grosshandlaren Oscar Dickson i Göteborg, som också hade bidragit ekonomiskt till flera av Nordenskiölds expeditioner. Apparten ställdes ut vid den internationella geografiska kongressen i Paris 1875 och tilldelades ett pris av första klassen. 
Lemström talade varmt för att Finland skulle delta i det internationella polaråret och var själv ledare för de expeditioner till Sodankylä, Kittilä och Enare 1882-1883 och 1883-1884 som utrustades av Finska vetenskaps-societeten. Genom dessa expeditioner bidrog Finland till de internationella cirkumpolära observationsserierna under dessa år. Resultaten av expeditionernas
verksamhet finns dokumenterade i en omfattande publikation, Exploration internationale des regions polaires, vars del III (1898) redogör för undersökningarna av polarskenet.
Under sina undersökningar lyckades Lemström med sina apparater frambringa en polarskenstråle över en fjälltopp och såg i detta försök ett starkt bevis för sin teori om polarskenet.

### Nattfrost och jordbruksrelaterad forskning
Lemström bevisade att nattfrosten orsakas av den nattliga värmeutstrålningen och inte, som tidigare ansetts, av kyleffekten vid vattnets avdunstning. Som skyddsmedel mot frostskada rekommenderade Lemström användning av rök och utvecklade för detta ändamål så kallade frostfacklor. Hans främsta publikationer inom detta område är Om nattfrosterna och medlen att förekomma deras härjningar (1881) och On night-frosts (1881). 
Lemström genomförde omfattande försök om elektricitetens inverkan på växtligheten och trodde sig här ha funnit ett medel att väsentligen höja jordbrukets växtproduktion. Metoden fick stor uppmärksamhet i utlandet och förbättrades senare genom sir Oliver Lodge och J. E. Newman. Resultaten av Lemströms försök sammanfattades i två akademiska inbjudningsskrifter (1890, 1901) liksom i en tysk skrift, Elektrokultur (1902), och i en engelsk, Electricity in agriculture and horticulture (1904).

## Övrigt
Bland hans publikationer finns även den populärvetenskapliga skriften Om polarljuset eller norrskenet (Stockholm, 1886) respektive L'Aurore boréale (Paris, 1886).
Efter att ha studerat i Paris 1870 tog han till Finland normalmått för meter och kilogram och förberedde införande av metersystemet i Finland.
Lemström var ledamot av Finska vetenskaps-societeten, Internationella polarkonferensen och Société française de physique.